# Saverio Strati
Saverio Strati, né à Sant'Agata del Bianco le 16 août 1924 et mort à Scandicci le 9 avril 2014 , est un écrivain italien.

## Biographie
Il obtient le prix Campiello en 1977 pour Il selvaggio di Santa Venere.

## Œuvre traduite en français
- Le Chemin de la fontaine [« Tibi e tascia »], trad. d’Aline Alquier, Paris, Éditions Gallimard, coll. « Du monde entier », 1961, 349 p. (BNF 33184157)